# 拟氧族元素
拟氧族元素（Pseudochalcogen）是指和氧族元素（第6主族元素）具有相似性质的化合物，相比一价拟卤素，拟氧族元素是二价的。
典型的拟氧族元素有NCN2−和C(CN)22−，它可以取代一些含氧酸根（如碳酸根、硝酸根、磺酸根等）的氧原子。磷原子取代的基团（=PCN）也是已知的。分子型的拟氧族元素如具有活泼亚甲基的丙二腈，它可视作水的类似物；四氰基乙烯和偶氮二甲腈具有氧化性，可以视作分子氧的类似物。
在金属间化合物中，铂被认为和氧等瓣相似，因此被视作拟氧族元素；类似地，金和铱分别被视作拟卤素和拟氮族元素（pseudopnictogen）。